# Exosquad
Escuadrón Exo, Exosquad en versión original, fue una serie animada de televisión de los Estados Unidos, fue creada por Will Meugniot y la Universal Animation Studios (autores de películas de animación como Fievel y el nuevo mundo, Balto o En busca del valle encantado) inspirado por el anime que comenzaba a llegar a las televisiones occidentales, aunque orientada hacia un público adolescente y a "jóvenes adultos".  La serie tuvo dos temporadas completas desde septiembre de 1993 hasta noviembre de 1994, y la serie fue cancelada después de haber sido producido un episodio de la tercera temporada.

## Trama
La historia transcurre entre los años 2119–2121 d. C. del siglo XXII, en el que los humanos han conseguido expandirse por el sistema solar, con la terraformación de Venus y Marte, que, junto con la Tierra, forman los llamados "Tres Mundos Madre") y la explotación de diversos satélites y asteroides. La terraformación de estos planetas fue un proceso largo y muy duro, que fue posible en gran medida gracias a dos factores:
- El primero de ellos son los neo-sapiens o neosapianos. Se trata de humanoides de piel azul y gran fortaleza física, creados genéticamente para llevar a cabo las más duras tareas de la terraformación en atmósferas hostiles, y que posteriormente fueron usados como esclavos por los humanos. Unos 50 años antes del inicio de la trama, una revuelta neo-sapiens se inició en Marte que más tarde derivó en una guerra abierta entre neo-sapiens y humanos. Tras años de lucha se firmó una amnistía en la que se declaraba la libertad del pueblo neo-sapiens y se les concedía el planeta Marte como hogar bajo la jurisdicción del Congreso Terrestre.

- El segundo de los factores son los E-Frames o exo-armazones, unos trajes robóticos unipersonales usados primero para la minería y los trabajos en astilleros orbitales, y que posteriormente fueron modificados y usados como unas potentes y versátiles armas de guerra.

Al principio de la trama, los humanos están en conflicto con los Clanes Piratas, grupos de rebeldes que viven del pillaje y saqueo a naves-transporte y pequeñas colonias, y que se refugian en las zonas más recónditas del Sistema Solar. Cuando la amenaza pirata se hace más que evidente, el Congreso Terrestre pone en movimiento a toda la Flota Exo, tras un largo debate en el que el líder de Marte, el neo-sapiens Phaeton, apoya incondicionalmente el ataque a los piratas.
Con la flota humana alejada de los Mundos Madre, las defensas de estos quedan muy reducidas, momento en el que se muestran las auténticas intenciones de Phaeton: durante años ha estado desviando fondos monetarios e invirtiendo en armamento a espaldas de los humanos; ahora cuenta con un ejército capaz de hacer frente a la flota humana y en una rápida campaña se hace con el control de los Mundos Madre sin encontrar apenas resistencia.
Y todo esto en los tres primeros capítulos.
El resto de la serie sigue el progreso de la segunda guerra entre humanos y neo-sapiens a través de los ojos de un escuadrón de E-Frames, el escuadrón Able, que participa en acontecimientos por lo general trascendentes para el transcurso del conflicto. La guerra está tratada desde un punto de vista bastante realista, no solo en cuanto a táctica militar sino también respecto a cómo los sucesivos acontecimientos afectan a los personajes principales y las relaciones entre ellos.

## Razas neo-sapiens
Los neo-sapiens o neosapianos (apodados insultantemente como "sapos") son una raza de humanoides creados por los seres humanos para realizar trabajos duros. Su piel es color azul, poseen una gran resistencia física y pueden vivir más que los seres humanos. Esta raza no puede reproducirse por sí misma y para mantener su continuidad deben ser creados más artificialmente.
- Neosapiens (originales):  los primeros creados por los seres humanos.

- Neomega: creados por los neo-sapiens, no poseen gran fuerza ni alta resistencia física pero poseen superinteligencia que compensa sus otras debilidades.

- Neo-Warriors: creados por los neo-sapiens a partir de la combinación simbiótica de ADN neo-sapiens y ADN de diferentes criaturas pertenecientes a la fauna terrestre.

- Neo-Lords: creados con lo mejor de la tecnología, son supersoldados neo-sapiens que poseen gran inteligencia, fuerza, resistencia y un espíritu de combate sin igual; nunca retroceden, nunca se retiran.